# Monoclonius
Monoclonius là một chi khủng long, được Cope mô tả khoa học năm 1876.